# 10 w skali Beauforta
10 w skali Beauforta – singel zespołu muzycznego Trzy Korony promujący album Krzysztof Klenczon i Trzy Korony, wydany nakładem wytwórni muzycznej Muza w 1971 roku. Autorem muzyki jest Krzysztof Klenczon, a tekst piosenki napisał Janusz Kondratowicz.
Utwór został nagrany w 1970 roku. Podczas nagrywania singla z zespołem współpracował Andrzej Ibek oraz Bogdan Oborski.
Istnieje pięć autorskich wersji utworu. Pierwsza została nagrana wspólnie z zespołem Czerwone Gitary, druga z muzykami sesyjnymi, trzecia z grupą Trzy Korony, czwarta z zespołem Ryszarda Kruzy i piąta, nagrana przez reaktywowany po trzydziestu trzech latach nieobecności na rynku muzycznym zespół Trzy Korony (grający pod nazwą Trzy Korony 2000), ale już bez Krzysztofa Klenczona.
Janusz Kondratowicz o utworze powiedział:

Krzysztof wiele razy opowiadał mi o swoich żeglarskich wyczynach. O tym jak zbudował swoją pierwszą łódkę, jak żeglował po jeziorach w okolicach Szczytna, że w ogóle jest pasjonatem sportów wodnych. Przyjaźniliśmy się, więc chciałem sprawić mu przyjemność i napisać taką „morską” piosenkę. (…) Dałem mu tekst, a on chyba już następnego dnia zagrał mi go z muzyką.

## Listy utworów i formaty singla
| Single CD Muza SP444 1. „10 w skali Beauforta” – 2:57 2. „Bierz życie jakie jest” – 2:59 |  | Pocztówka dźwiękowa AW Ruch R0150 1. „10 w skali Beauforta” – 2:57 |